# Manfred Grashof
Pour les articles homonymes, voir Grashof et Grasshoff.
Manfred Grashof, né le 3 octobre 1946 à Kiel (Allemagne), est un ancien terroriste allemand membre de la Fraction Armée rouge (RAF),. Après son arrestation en 1972, il a été condamné à la réclusion à perpétuité pour meurtre en 1977 et gracié en 1988.

## Biographie
Manfred Grashof ainsi que onze autres personnes désertent la Bundeswehr à l'été 1969, après quoi ils ont été arrêtés et emmenés en République fédérale d'Allemagne. Un peu plus tard, il retourne à Berlin-Ouest et s'installe dans la Kommune 2 (de). Après l'évasion d'Andreas Baader, le 14 mai 1970, il rejoint la Fraction armée rouge (RAF). Avec sa petite amie, Petra Schelm, membre de la RAF, et une vingtaine d'autres membres du groupe, il suit une formation militaire dans un camp d'Al Fatah en Jordanie au cours de l'été 1970.
Le 10 février 1971, un premier échange de tirs avec la police a lieu à Francfort, au cours duquel lui et Astrid Proll parviennent à s'enfuir. Jusqu'en 1972, Grashof participe à la mise en place de la logistique de la RAF et à plusieurs braquages de banques à Berlin. Grashof est un spécialiste des faux documents d'identité, qu'il produisait avec une si bonne qualité qu'ils n'étaient jamais remarqués lors des contrôles d'identité. Il appartient au niveau de commandement et au noyau dur autour d'Andreas Baader, Gudrun Ensslin, Holger Meins, Jan-Carl Raspe et Ulrike Meinhof. Le 2 mars 1972, Grashof est arrêté par la police dans un Konspirative Wohnung (de) (litt. : appartement conspirateur) à Hambourg qui abritait un atelier de contrefaçon. Il y a un échange de tirs au cours duquel Grashof tire sur la tête du Sonderkommission (de) (SOKO) « Baader/Meinhof », Hans Eckhardt, avec deux balles dum-dum dans l'épaule et le ventre. Ces balles étaient limées à la pointe et les balles laissent d'énormes blessures. Eckhardt succombe à ses blessures après vingt jours de coma avec de brefs instants de conscience et une grande douleur. Grashof lui-même est blessé par balle et est arrêté avec Wolfgang Grundmann (de).
Après son arrestation, Manfred Grashof, grièvement blessé, est transféré de l'hôpital pénitentiaire au centre de détention provisoire sur instruction du juge d'instruction de la Cour fédérale de justice, Wolfgang Buddenberg. Grashof considérait que cette mesure était trop précoce. Dans une interview au Die Tageszeitung en 2008, il se plaint des mauvaises conditions d'hygiène dans sa cellule de prison et évoque la protestation des médecins contre le transport. En mai 1972, l'épouse de Buddenberg est grièvement blessée par la voiture piégée de Buddenberg une, VW 1300 L. Contrairement aux usages, elle avait utilisé cle véhicule ce jour-là. Le « Manfred Grashof Command » de la RAF a revendiqué la responsabilité du crime.
Lors de son procès à Kaiserslautern, il est représenté par jusqu'à quinze avocats, ce qui a contribué de manière significative à la modification du code de procédure pénale. Depuis lors, un accusé est assisté par trois avocats au maximum dans toutes les procédures pénales allemandes. Le 2 juin 1977, il est condamné à la réclusion à perpétuité pour meurtre.
En prison, Grashof se plaint de ses conditions de détention et les qualifie d'isolement. Les autorités de Rhénanie-Palatinat ont parlé de « confinement strict à l’isolement ». En 1975 et 1977, des membres de la deuxième génération de la RAF ont tenté en vain de libérer Grashof et d'autres à travers la crise des otages de Stockholm et l'enlèvement de Schleyer.
En 1984, Grashof épouse en prison la médecin berlinoise et ancienne « communale » Dorothea Ridder. Au milieu des années 1980, Grashof se sépare de la Fraction armée rouge et ne manifeste publiquement ni de remords ni de distance à l'égard de la RAF - mais jamais directement ou indirectement envers les proches du policier assassiné Eckhardt. Cela a été confirmé par la veuve dans une interview au Spiegel en mai 2007. À l'automne 1988, Bernhard Vogel (CDU), alors Premier ministre de Rhénanie-Palatinat, gracie Manfred Grashof après 16 ans de prison. Vogel avait déjà rendu visite à Grashof en prison. Contrairement à sa propre affirmation, Vogel n'a pas jugé nécessaire d'entendre ou d'informer la veuve du policier. En mars 1989, Grashof est libéré après 17 ans de prison.
Manfred Grashof travaille au Grips Theater de Berlin depuis 1987. Le condamné arrive au théâtre en tant que prisonnier et est ensuite embauché comme technicien. En 2005, il incarne un policier dans la pièce à succès Badengehen.